# Сиссе, Абдул Карим
Абдул Карим Сиссе (фр. Abdoul Karim Cissé; род. 20 октября 1985[…], Абиджан) — ивуарийский футболист, вратарь клуба «Люс». Выступал за сборную Кот-д’Ивуара. Участник Кубка африканских наций 2021 года.

## Клубная карьера
Начал футбольную карьеру в 2006 году на родине в Кот-д’Ивуаре, где играл за «Иссия Вази». Впоследствии играл за клубы «Африка Спорт», «Ганьоа» и «АСЕК Мимозас». В составе последнего неоднократно участвовал в Лиге чемпионов КАФ и Кубке Конфедерации КАФ. Летом 2022 года перешёл в южноафриканский клуб «Венда». С 2023 года — игрок ивуарийской команды «Люс».

## Карьера в сборной
В составе национальной сборной Кот-д’Ивуара дебютировал 13 июня 2009 года в товарищеском матче против Экваториальной Гвинеи (1:1). Участник чемпионатов африканских наций 2016 (третье место) и 2018 годов. В 2021 году Патрис Бомель вызвал Сиссе на Кубок африканских наций в Камеруне, где он являлся запасным вратарём. Всего за сборную сыграл в 6 официальных матчах.